# Эльбор
Эльбо́р, боразо́н (от бор + азот), кубони́т, цингсонги́т, киборит — торговые марки сверхтвердых материалов на основе кубической β-модификации (сфалеритной) нитрида бора, или кубического нитрида бора (советская аббревиатура — КНБ, зарубежная — cBN). По твёрдости и другим свойствам приближается к алмазу (10 по шкале Мооса).
Химическая формула — BN.

## Свойства материала Эльбор
| Материал       | Микротвердость, ×10² МПа | Температурная устойчивость, °C |
| -------------- | ------------------------ | ------------------------------ |
| Алмаз          | 1000                     | 650—700                        |
| Эльбор         | 800—900                  | 1100—1300                      |
| Карбид кремния | 300—320                  | 1200—1300                      |
| Электрокорунд  | 180—220                  | 1500—1700                      |

### Внешний вид
Цвет КНБ может быть от практически белого (бесцветного) до чёрного. Жёлтые, сильно преломляющие свет прозрачные кристаллы, с хорошей игрой света, естественная форма — октаэдрическая. Кристаллы подобного вида марки ЛКВ60 и В5 синтезируются, например, в системе Li-B-N. Для КНБ торговой марки эльбор ЛКВ40, ЛКВ50, синтезированных в системе Mg-B-N, характерным является чёрно-коричневый цвет из-за избытка бора в кристаллической решётке. Естественная форма совершенных кристаллов — тетраэдр. Октаэдры (псевдооктаэдры) получаются в результате двойникования тетраэдров.

### Твёрдость
По твёрдости почти не уступает алмазу. Его высокая твёрдость, в 3—4 раза превосходящая твёрдость традиционных абразивов, является важным преимуществом, так как значительно уменьшает износ зёрен эльбора при шлифовании и длительное время сохраняет их остроту.

### Термическая и химическая стойкость
Другим важным свойством и преимуществом эльбора является температурная устойчивость: заметное окисление поверхности зёрен эльбора начинается с 1000—1200 °C, в отличие от 600—700 °C у алмаза. Такие температуры при шлифовании являются мгновенными и возникают только при очень жёстких режимах шлифования. Поэтому зёрна эльбора очень мало изнашиваются от термических нагрузок.
Важным свойством и преимуществом эльбора является его высокая химическая стойкость. Эльбор не реагирует с кислотами и щелочами, инертен практически ко всем химическим элементам, входящим в состав сталей и сплавов. Особенно следует отметить инертность эльбора к железу, являющемуся основой всех сталей, тогда как алмаз хорошо растворяется в железе, что является причиной интенсивного износа алмазных кругов при шлифовании сталей.

## Получение
Гексагональный нитрид бора (графитоподобная модификация) получается нагреванием равных количеств бора и азота при температуре 1700—1800 °C и давлении 8—12 ГПа. КНБ получают из него нагреванием при высоких давлениях и температурах в присутствии различных растворителей-катализаторов.

## Применение
Применяется в промышленности в шлифовальном инструменте при обработке различных сталей и сплавов. Эльбор как абразивный материал обладает следующими преимуществами при шлифовании:
- Длительно сохраняет остроту зёрен (высокая износостойкость), что обусловливает высокую режущую способность и стойкость кругов.
- Выдерживает высокие термические нагрузки, что позволяет интенсифицировать режимы шлифования, если допускает обрабатываемый материал.
- Позволяет шлифовать сложнолегированные стали и сплавы без адгезионного и диффузного износа зёрен эльбора.
- Круги на основе эльбора применяют при шлифовании деталей из различных сталей: подшипниковых, штамповых, инструментальных, сложнолегированных, азотированных и цементированных. Особенно эффективны эльборовые круги при шлифовании быстрорежущих сталей, содержащих вольфрам, ванадий, молибден, кобальт в виде соединений высокой твердости, в ряде случаев превосходящей твердость традиционного абразивного материала — электрокорунда.

Использование шлифовальных кругов из эльбора по сравнению с прочими абразивными, в том числе алмазными, способствует значительному повышению производительности, точности и качества обработанных поверхностей деталей на разных операциях шлифования.

## История
Кубический нитрид бора был впервые получен в 1957 году Робертом Венторфом (Robert H. Wentorf Jr.) для компании General Electric. В 1969 году компания зарегистрировала торговую марку «Боразон» для кристалла.
В СССР кубический нитрид бора был впервые синтезирован в 1960 г. в Институте физики высоких давлений Академии наук под руководством академика Л. Ф. Верещагина и получил название эльбор (Ленинградский боразон). С 1965 года эльбор синтезировался в промышленных масштабах по технологии Абразивного завода «Ильич» (Санкт-Петербург).

## Упоминание в художественной литературе
Кубический нитрид бора под названием «Боразон» упоминается в романе Ивана Ефремова «Туманность Андромеды». В романе неоднократно говорится, что на звездолёте «Тантра» используются боразоновые цилиндры, боразоно-циркониевый лак. Интересен тот факт, что первое издание романа с упоминанием материала и сообщение о синтезе этого материала были опубликованы в одном и том же 1957 году.[значимость факта?]

## Упоминание в кинофильмах
Боразон в качестве материала «намного прочнее алмаза» упоминается в обеих версиях фильма «Куотермасс и колодец». Боразоновое сверло было использовано с целью пробить внутреннюю часть марсианского космического корабля, где впоследствии были обнаружены трупы марсиан.

## См. Также
- Сверхтвердые материалы